# Favresse
Favresse è un comune francese di 219 abitanti situato nel dipartimento della Marna nella regione del Grand Est.

## Storia

### Simboli
Lo stemma comunale è stato adottato nel 2021. La testa del cavallo rappresenta san Martino, patrono del paese, l'incudine e i martelli da fabbro le sue fucine, le onde il fiume Bruxenelle.

## Società

### Evoluzione demografica
Abitanti censiti